# 邁斯特施萬登

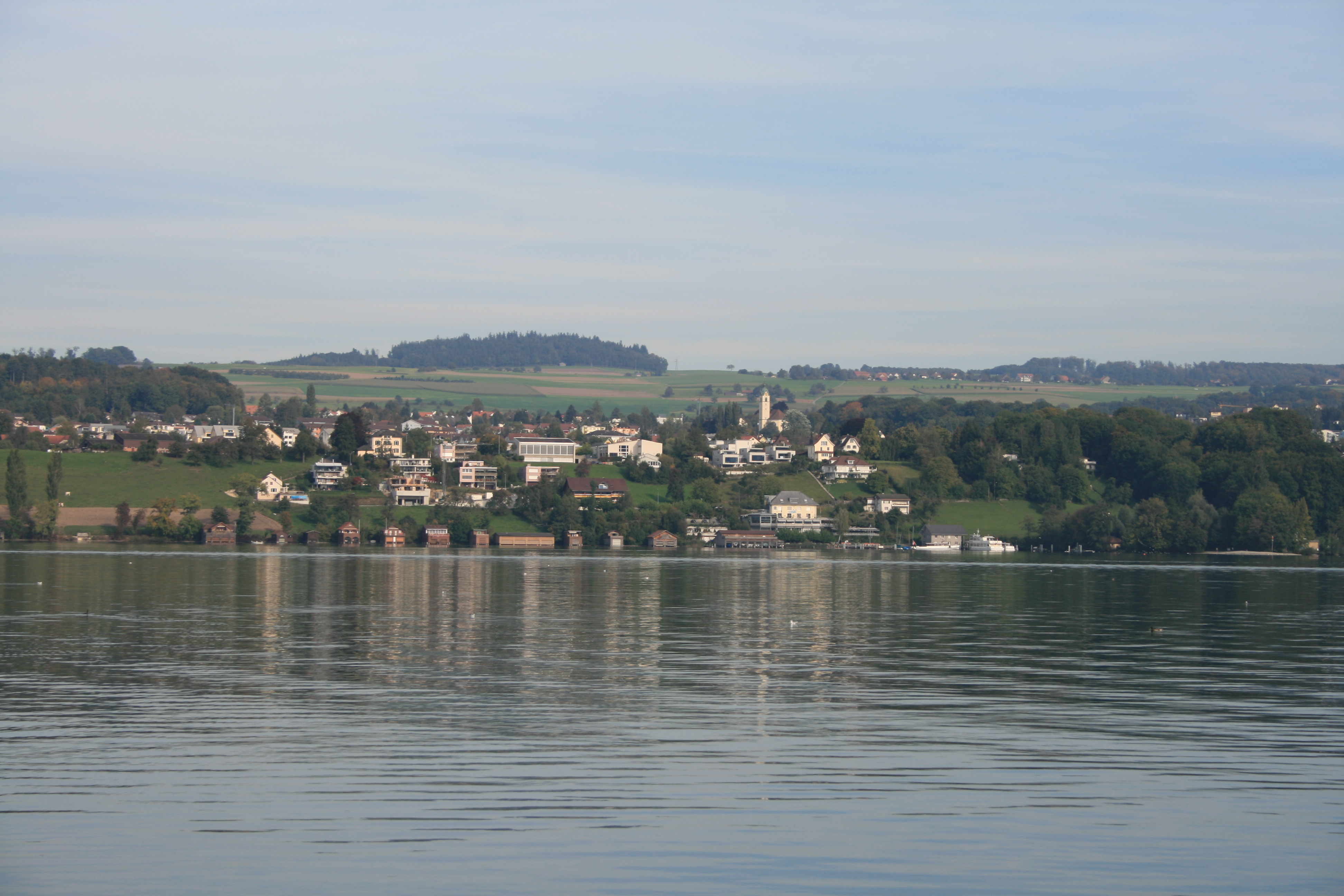

邁斯特施萬登是瑞士的城鎮，位於該國北部，由阿爾高州負責管轄，面積4.27平方公里，海拔高度505米，2012年人口2,692，一半人口信奉基督教，人口密度每平方公里630人。